# Renta congelada
Renta congelada es una serie de televisión mexicana de comedia de situación creada y producida por Pedro Ortiz de Pinedo para Televisa y transmitida por Las Estrellas desde 2017. Es protagonizada por Juan Diego Covarrubias, Regina Blandón, Rodrigo Murray y Patricia Manterola, a partir de la tercera temporada por José Eduardo Derbez, Adriana Montes de Oca, a partir de la quinta temporada por Roxana Castellanos.
Las grabaciones de la primera temporada iniciaron el 12 de junio de 2017 y se estrenó el 31 de agosto del mismo año. 
La segunda temporada se estrenó el 28 de febrero de 2019.
La tercera temporada se estrenó el 3 de septiembre de 2020.
La cuarta temporada se estrenó el 28 de abril de 2022.
La quinta temporada se estrenó el 20 de abril de 2023.

## Sinopsis
Una pareja de hipsters veganos recién casados, Ana y Fernando, llegan de su luna de miel a su nueva casa, rentada por un precio irrisorio. La sorpresa será enorme cuando al abrir la puerta se topen con que la casa ya está ocupada por una pareja de cuarentones decadentes Delia y Federico, quienes aseguran haber firmado el mismo contrato de arrendamiento. Ambas parejas tienen razón, pues la anciana propietaria, con mal de Alzheimer, firmó ambos contratos justo antes de morir, por lo que legalmente a los inquilinos les quedan solamente dos opciones: o una de las parejas abandona el inmueble, o los cuatro tendrán que convivir hasta que venza el contrato de cinco años con renta congelada.
Ninguno querrá abandonar "su casa", así que tendrán que convivir. La cotidianidad es difícil, aun queriendo a la pareja, pero si a esto le sumamos el cohabitar con dos personas más, que son desconocidos, los problemas subirán de tono, y mucho peor porque el baño es compartido.
La guerra será declarada, cada pareja hará lo imposible para que la otra se salga de la casa. Nadie estará dispuesto a ceder un solo milímetro. Para colmo de males, al hipster vegano le empieza a fallar la fuerza de voluntad, y comienza a ser seducido por el poder de la carne, pero no sólo la que se come su enemigo en forma de tocino, tacos de carnita y cochinita, sino la que muestra detrás de sus ajustados vestidos Delia, la mujer de su rival.
Para la segunda temporada, la historia da un giro bastante peculiar, resultando en que la anciana propietaria, además de firmar ambos contratos, también dejó la propiedad con deudas bastante gigantescas, las cuales deben sufragar ambas parejas para poder llegar a un acuerdo para vivir ahí. Así que a partir de ese momento es una batalla para conseguir el dinero para liquidar la deuda bancaria en menos de 3 meses sin dejar de tener esa batalla diaria de convivencia entre estilos de vida.
Para la tercera temporada, la historia vuelve a tener un giro, en esta ocasión Ana se separó de Fernando, y dejó la casa en la que vivía con el, Luis Alberto engaña a  Fernando de que cuidará sus honorarios de la casa y manda a Fernando en un barco de carga a Nairobi, después pasan 2 semanas de que se fue Fernando y llegan Samantha y Nico una nueva pareja de casados y ahora Federico y Delia tendrán que ver cómo deshacerse de los nuevos inquilinos y ver quien se queda con la casa
Para la cuarta temporada regresa Ana a la casa, pero para llevarse a Fernando a Brunéi Darussalam , Fernando decide quedarse en la casa volviendo a separarse de Ana, también llegó a vivir Luis Alberto como roomie de Fernando
Para la quinta temporada Delia se divorcia del Puerqui, Nico se va de viaje (gira) con sus compañeros de chiquillando, Puerqui decide rentar un cuarto de la casa, siendo rentado por Milton quien a su vez se lo da a su mamá Yolanda una cantante y exintegrante del grupo G-latinas quien vive del pasado ósea de los 80's

## Reparto

### Reparto Principal[4]
| Rodrigo Murray         | Federico Fernando Gómez Noroña    | Principal  | Principal  | Principal  | Principal  | Principal |           |           |           |           |
| Patricia Manterola     | Delia Guadalupe Zaldívar de Gómez | Principal  | Principal  | Principal  | Principal  | Invitado  |           |           |           |           |
| Regina Blandón         | Ana Donají-Álvarez Sáenz de Gómez | Principal  | Principal  |            | Invitado   |           |           |           |           |           |
| Juan Diego Covarrubias | Fernando Federico Gómez Arriaga   | Principal  | Principal  | Invitado   | Principal  | Principal |           |           |           |           |
| José Eduardo Derbez    | Nicodemo "Nico" Ramos             |            |            | Principal  | Principal  | Invitado  |           |           |           |           |
| Adriana Montes de Oca  | Samantha "Sam"                    |            |            | Principal  | Principal  | Principal |           |           |           |           |
| Faisy                  | Luis Alberto                      | Recurrente | Recurrente | Recurrente | Principal  |           |           |           |           |           |
| Violeta Isfel          | Lucia                             |            |            |            | Recurrente | Principal |           |           |           |           |
| Roxana Castellanos     | Yolanda                           |            |            |            |            | Principal | Principal | Principal | Principal | Principal |
| Harold Azuara          | Milton Ernesto                    |            | Recurrente | Recurrente | Recurrente | Principal |           |           |           |           |

### Reparto recurrente
- Héctor Sandarti - como Carlos
- Lorena Herrera - como Margarita Arriaga
- Tania Lizardo - como Rosa Isela
- Raquel Garza - como Madame Patú
- José Manuel Lechuga - como Frankie
- Luis Orozco - como Javier Hermenegildo
- Ferny Graciano - como Empleada del Gastar Pocks
- Emiliano Flores - como Empleado del Gastar Pocks
- Luis Ceballos - Empleado del Gastar Pocks / Bully
- Jocelín Zuckerman - como Empleada del Gastar Pocks
- Daniel Sosa - como Empleado de Gastar Pocks
- Adriana Moles - como Gertrudis
- Benny Emmanuel - como Pasajero del taxi
- Ela Velden - como Jules
- Irina Baeva - como Daniela
- Ausencio Cruz - como Cliente del Café Internet
- Diego de Erice - como Barman de Swinger
- Yolanda Martínez - como La Viejita con Alzheimer
- Lenny de la Rosa - como Motociclista
- Harry Geithner - como Masajista
- Gabriel Soto - como Estéfano
- Carlos Trejo - como Él mismo
- Roberto Blandón - como Doctor
- Isaac Salame - como conductor de taxi
- Claudio Herrera - como curador de obras de arte hipster
- Jorge Ortiz de Pinedo - como Padre de Federico
- Juan Frese - como Brayan Donovan Ramírez / Ricky
- Agustín Arana - como Sr. Díaz de León
- Andrea Torre - como La Nena
- Alfredo Adame - como Roberto
- Darío T. Pie - como Rogelio
- Jesús Ochoa - como Antolín Gómez Noroña
- Darío Ripoll - como Señor Corcuera Limantour
- Marcia Coutiño - como Señora Corcuera Limantour
- Yankel Stevan - como Junior Corcuera Limantour
- Nashla Aguilar - como La hija Corcuera Limantour
- Ulises de la Torre - como Marco Antonio Ramones Poza
- Lalo Manzano - como Policía
- Laura Luz - como La mamá de Ana
- Tania Nicole - como Chofis Stanislaw
- Salvador Sánchez - como Gurú Mino
- Lisset - como Margarita
- Juan Diego Varon - como Carlitos
- Iker Lotina - como Tommy
- Lenny Zundel - como Lord Café
- Lambda García - como Valentino “Tino”
- Yuliana Peniche - como La mamá de Carlitos
- Anahí Allué - como la mamá de Samantha
- Paulina de Labra - como Ernestina la trabajadora social
- Nando Estevané - como Prudencio Paz
- Lessy Hernández -
- Esperanza Morett -
- Verónica Macías - como Lulú
- Kevyn Contreras - como repartidor
- Geraldine Galván - como Irene
- Mar Contreras - como Maestra
- Danielle Lefaure - como Jackie
- Fernanda Rivas - como Yolanda de joven
- Nicole Reyes - como integrante de G latinas
- Isabella Moctezuma - como integrante de G latinas
- Adrián Di Monte - como novio de Margarita
- Rodrigo Murray - como Fabián el papá de Milton
- Ale Müller - como Helena
- José Luis Rodríguez “El Guana” - como Harry
- Daniel Haddad - como Marv
- Fernanda Ostos - como AnivDeLaRev
- Carmen Muñoz - como Ella misma
- Álex Durán - como Dueño de una funeraria

## Premios y nominaciones

### Premios TVyNovelas
| Año  | Categoría                 | Programa        | Resultado |
| ---- | ------------------------- | --------------- | --------- |
| 2018 | Mejor programa de comedia | Renta Congelada | Nominada  |
| 2020 | Mejor programa de comedia | Renta Congelada | Nominada  |